# Liste in Deutschland vorhandener Dampfspeicherlokomotiven

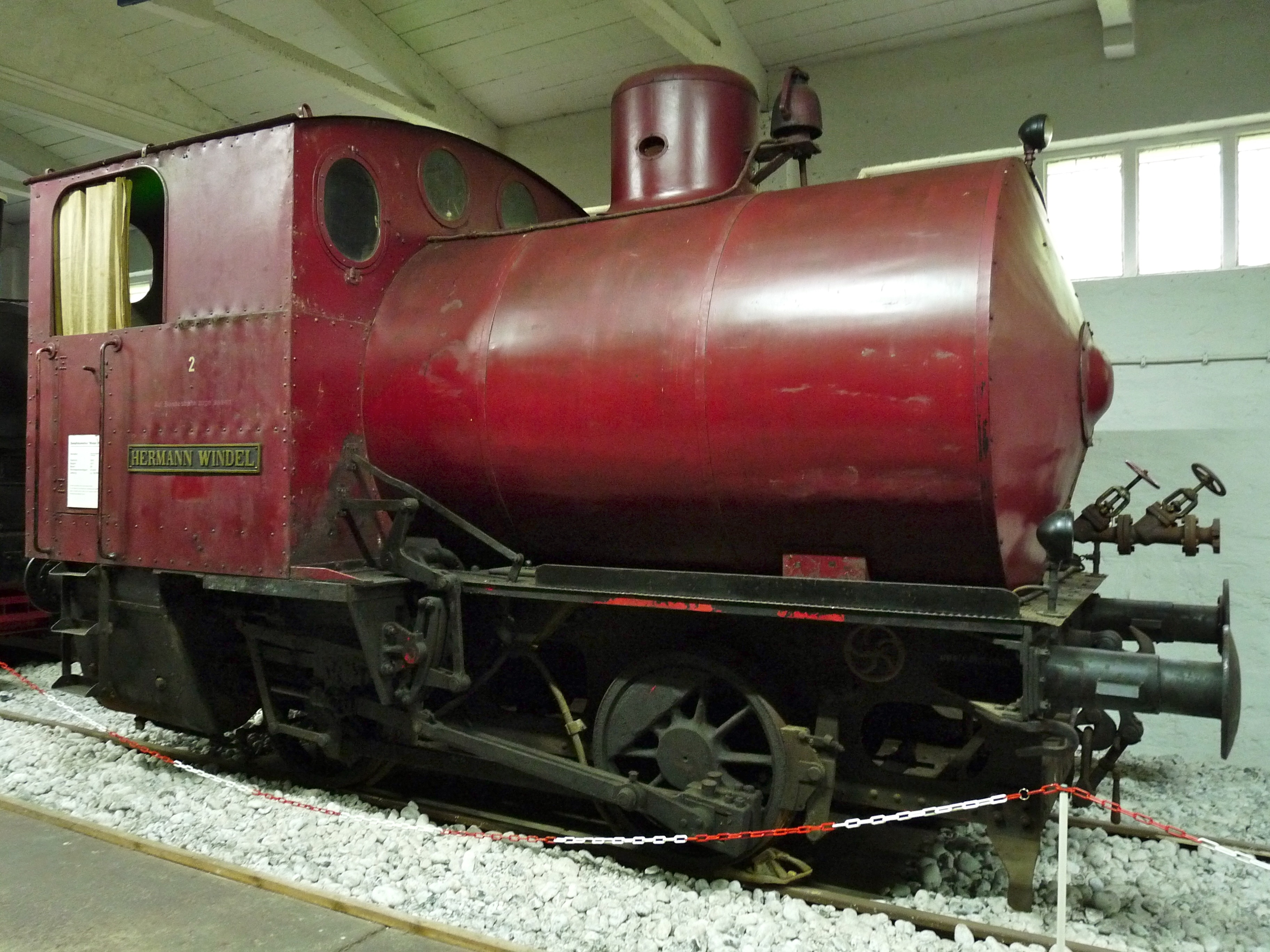
Feuerlose Dampflok „Hermann Windel 2“ im Oldtimer Museum Rügen, Seebad Prora

Diese Liste in Deutschland vorhandener Dampfspeicherlokomotiven erhebt nicht den Anspruch auf Vollständigkeit. Es ist durchaus möglich, dass einzelne Fahrzeuge hier als Denkmal aufgeführt sind, die dann doch verschrottet wurden. Ebenso ist es möglich, dass von den betriebsfähigen Lokomotiven einige abgestellt wurden. Die Liste umfasst alle Spurweiten. Da die überwiegende Anzahl der Lokomotiven in Normalspur hergestellt wurde, ist die in drei Fällen abweichende Spurweite in der Spalte „Bemerkungen“ angeführt.
Die Standorte des Fahrzeuge sind gelistet, weil Dampfspeicherlokomotiven keine Streckenlokomotiven waren, sondern als Rangierlokomotiven von Industriebetrieben beschafft wurden und heute überwiegend nicht betriebsfähig als Denkmal abgestellt sind. Außerdem hat es niemals ein Bezeichnungssystem nach Baureihen für alle Betreiber der Dampfspeicherloks gegeben, weshalb die einzelnen Lokomotiven nach Hersteller, Fabriknummer und Achsfolge gelistet sind. Die Achsfolge ist mit dem Kürzel „-fl“ für feuerlos versehen.

## Baden-Württemberg
| Abk. Bundes- land | Hersteller Fabrik- nummer | Achs- folge | Bau- jahr | Standort                | Eigentümer                          | Bezeichnung             | betriebs- fähig | Bemerkungen |
| ----------------- | ------------------------- | ----------- | --------- | ----------------------- | ----------------------------------- | ----------------------- | --------------- | --- |
| BW                | ME 2792                   | C-fl        | 1896      | Mannheim                | Landesmuseum für Technik und Arbeit | (derzeit nicht bekannt) | nein            | Seit 1982 im Landesmuseum |
| BW                | ME 4692                   | C-fl        | 1945      | Mannheim                | Großkraftwerk Mannheim              | Lok 2                   | nein            | seit 1993 als Denkmal vorhanden |
| BW                | ME 5134                   | B-fl        | 1954      | Kornwestheim            | Eisenbahnmuseum                     | „1“                     | nein            | ehemals Neckarwerke AG Altbach. Seit 1998 in Kornwestheim |
| BW                | Jung 3388                 | B-fl        | 1921      | Eschach-Seifertshofen   | Bauern- und Technikmuseum           | „1“                     | nein            | ehemals Papierfabrik Scheufelen, Oberlenningen. Denkmal seit 1982 |
| BW                | O&K 3420                  | B-fl        | 1909      | Sinsheim                | ATM                                 | (derzeit nicht bekannt) | nein            | Museum seit 1983 |
| BW                | Hanomag 10373             | B-fl        | 1924      | Marxzell                | Fahrzeugmuseum                      | „1“                     | nein            | Ehemals Großkraftwerk Mannheim |
| BW                | Maffei 3859               | 1 B-fl      | 1913      | Marxzell                | Fahrzeugmuseum                      | (derzeit nicht bekannt) | nein            | Gebr. Himmelsbach, Freiburg; später Richtberg, Werk Neuenburg, seit 1976 im Museum |
| BW                | ME 4180                   | B-fl        | 1926      | Tennenbronn, Ferienpark |                                     | „2“                     | nein            | seit 1978 Denkmal |
| BW                | Hohenzollern 3478         | B-fl        | 1917      | Titisee-Neustadt        | Papierfabrik Fürst zu Fürstemberg   | „1“                     | nein            | Seit 1983 Denkmal auf dem Werkparkplatz |
| BW                | Raw Meiningen 03 172      | C-fl        | 1987      | Mannheim                | Großkraftwerk Mannheim              | „Kriebstein“ / „4“      | ja              | vorher sächsische Papierfabrik Kriebstein, seit 1992 im GKM, im regulären Einsatz |
| BW                | Raw Meiningen 03 153      | C-fl        | 1987      | Mannheim                | Großkraftwerk Mannheim              | „5“                     | ja              | Seit 1993 in Mannheim, regulärer Betrieb |
| BW                | Henschel 24939            | D-fl        | 1952      | Mannheim                | Großkraftwerk Mannheim              | „3“                     | ja              | |
| BW                | Henschel 25099            | D-fl        | 1955      | Mannheim                | Großkraftwerk Mannheim              | „6“                     | ja              | ehem. VEBA, Ruhrölwerk Scholven, 1997–2014 Freunde des Bahnbetriebswerks Bismarck |
| BW                | LKM 16035                 | C-fl        | 1953      | Güglingen-Frauenzimmern | Stanelle GmbH                       | „3“                     | nein            | ehem. VEB Chemische Werke BUNA, Schkopau, Nr.18; später Braunkohlenkombinat 'Erich Weinert' Deuben; später als Denkmal an Stahlbau Illingen; am 12. Juni 2009 bei Firma Stanelle auf Werksgelände vorhanden. |

## Bayern
| Abk. Bundes- land | Hersteller Fabrik- nummer | Achs- folge | Bau- jahr | Standort                  | Eigentümer                    | Bezeichnung             | betriebs- fähig | Bemerkungen |
| ----------------- | ------------------------- | ----------- | --------- | ------------------------- | ----------------------------- | ----------------------- | --------------- | --- |
| BY                | Krupp 3777                | C-fl        | 1958      | Aschaffenburg             | Dampfbahnfreunde Kahlgrund    | „2“                     | nein            | 1993 von Neckarwerke Esslingen, Kraftwerk Altbach übernommen |
| BY                | Krauss 1912 / 6601        | B-fl        | 1912      | Nördlingen                | BEM                           | „6601“                  | ja              | bis 1972 im Einsatz beim Städtischen Krankenhaus Schwabing zum Gbf Schwabing 2008 vom Ausbildungszentrum der Stadtwerke übernommen. Seit 3.4.2019 wieder betriebsfähig.                          |
| BY                | ME 4691                   | C-fl        | 1944      | Burgkirchen               | Infraserv Werk Gendorf        | RESI                    | nein            | wurde bis 2014 Betriebsreserve vorgehalten |
| BY                | Krupp 2830                |             | 1952      | Burghausen                | Wacker Chemie Werk Burghausen | „1“                     |                 | [ 5 ] |
| BY                | Maffei 3884               | C-fl        | 1913      | Nördlingen                | BEM                           | „4“                     | nein            | ex Tonwerke Moosburg, A.M. Ostenrieder; ex Südchemie, Heufeld 1999 betriebsfähig im BEM aufgearbeitet.                                                                                           |
| BY                | Hohenzollern 38697        | C-fl        | 1918      | Nördlingen                | BEM                           | „5“                     | nein            | ex Badische Anilin- & Sodafabrik, Ludwigshafen; ex EWAG, Nürnberg |
| BY                | ME 4689                   | C-fl        | 1944      | Nürnberg                  | Gaswerk Sandreuth             | „2“                     | nein            | Seit 1980 Denkmal |
| BY                | Maffei 3959               | B-fl        | 1915      | Bayerisch Eisenstein      | Bayerisches Localbahn-Museum  | Spiritus Nr. 2          | nein            | Zuerst Chemische Fabrik Griesheim-Elektron, 1963 an VEB Spiritus, Wittemberg als „2“; 1990 an ehem. Deutsche Monopolverwaltung für Branntwein AG „6/24“; seit 1992 Museum                        |
| BY                | LKM 219189                | C-fl        | 1969      | Bahnhof Lichtenberg (Ofr) | Heimatmuseum                  | „3“                     | nein            | ex Zellstoff- und Papierfabrik Rosenthal GmbH Blankenstein (Thür.); seit 1995 Denkmal |
| BY                | Hohenzollern 2542         | B-fl        | 1910      | Neuenmarkt                | DDM                           | (derzeit nicht bekannt) | nein            | ehem. Zuckerfabrik Pfeifer & Langen, Elsdorf; 1978 an Feld- und Werkbahnmuseum Oekoven; 1981 übernommen.                                                                                         |
| BY                | Henschel 24464            | B-fl        | 1949      | Bahnhof Enzelhausen       | Containerdienst Hagl          | (keine)                 | nein            | 2001 ex Denkmal Herten; ehem. Rütgerswerke Castrop-Rauxel, Kraftwerk Hannover-Herrenhausen |
| BY                | Hanomag 10469             | B-fl        | 1927      | Bahnhof Enzelhausen       | Containerdienst Hagl          | (keine)                 | nein            | 2001 ex Denkmal Herten; ehem. Rütgerswerke Castrop-Rauxel, Teerverwertung Duisburg-Meiderich |
| BY                | Hohenzollern 1705         | B-fl        | 1903      | Frankfurt am Main         | Frankfurter Feldbahnmuseum    | KAUZ                    | nein            | Spurweite 500 mm. Zuerst an Glasfabrik Heye, später an Hütte Schauenstein, Oberkirchen. Seit 1974 an Deutsches Feld- und Kleinbahnmuseum Deinste bei Stade, nach 1995 Frankfurter Feldbahnmuseum |

## Berlin
| Abk. Bundes- land | Hersteller Fabrik- nummer | Achs- folge | Bau- jahr | Standort               | Eigentümer | Bezeichnung  | betriebs- fähig | Bemerkungen |
| ----------------- | ------------------------- | ----------- | --------- | ---------------------- | ---------- | ------------ | --------------- | ----------- |
| BE                | Raw Meiningen 03 077      | C-fl        | 1985      | Berlin, Bw Schöneweide |            | FLC 077, „6“ | ja              |             |

## Brandenburg
| Abk. Bundes- land | Hersteller Fabrik- nummer | Achs- folge | Bau- jahr | Standort                   | Eigentümer                       | Bezeichnung  | betriebs- fähig | Bemerkungen                                                               |
| ----------------- | ------------------------- | ----------- | --------- | -------------------------- | -------------------------------- | ------------ | --------------- | ------------------------------------------------------------------------- |
| BR                | Raw Meiningen 03 125      | C-fl        | 1986      | Domsdorf, Brikettfabrik    |                                  | „F155-50-B3“ | nein            |                                                                           |
| BR                | Raw Meiningen 03 194      | C-fl        | 1988      | Finsterwalde, Kleinbahren  | Niederlausitzer Museumseisenbahn | „5“          | nein            | ex BASF Schwarzheide, ex VEB Möbelindustrie Mühlberg BT Lauchhammer       |
| BR                | LKM 146697                | C-fl        | 1961      | Gramzow                    | Eisenbahnmuseum Gramzow          | „C 01“       | nein            | ex PCK AG Schwedt                                                         |
| BR                | LKM 146043                | B-fl        | 1954      | Knappenrode, Brikettfabrik | Bergbaumuseum Knappenrode        | „F 92-25-B2“ | nein            | ex VEB Braunkohlenkombinat Knappenrode, ex Lausitzer Braunkohle AG LAUBAG |
| BR                | Borsig 7104               | B-fl        | 1910      | Kraftwerk Lübbenau         | PRESS                            | „1“          | nein            | ex Spritfabrik Lutherstadt Wittenberg                                     |
| BR                | Raw Meiningen 03 090      | C-fl        | 1985      | Familiengarten Eberswalde  |                                  | „Roland“     | nein            | VEB Chemische Fabrik Finowtal                                             |

## Bremen
| Abk. Bundes- land | Hersteller Fabrik- nummer | Achs- folge | Bau- jahr | Standort                                  | Eigentümer | Bezeichnung             | betriebs- fähig | Bemerkungen                                                 |
| ----------------- | ------------------------- | ----------- | --------- | ----------------------------------------- | ---------- | ----------------------- | --------------- | ----------------------------------------------------------- |
| HB                | Jung 3239                 | B-fl        | 1921      | Bremen-Blumenthal, ehemaliges BWK-Gelände |            | (derzeit nicht bekannt) | nein            | ex Bremer Wollkämmerei, steht seit 2020 unter Denkmalschutz |

## Hamburg
| Abk. Bundes- land | Hersteller Fabrik- nummer | Achs- folge | Bau- jahr | Standort                                              | Eigentümer                         | Bezeichnung           | betriebs- fähig | Bemerkungen |
| ----------------- | ------------------------- | ----------- | --------- | ----------------------------------------------------- | ---------------------------------- | --------------------- | --------------- | --- |
| HH                | Jung 7041                 | B-fl        | 1937      | Hamburg-Kleiner Grasbrook 53° 31′ 27″ N, 10° 0′ 16″ O | Freunde der historischen Hafenbahn | SANELLA „3“           | nein            | ex Margarine-Union in Bahrenfeld/Hamburg                                                                                               |
| HH                | Jung 10798                | Bf2t        | 1950      | Hamburg-Barmbek 53° 35′ 12″ N, 10° 2′ 47″ O           | Museum der Arbeit                  | Tiefstack             | nein            | ex Hamburgische Electricitäts-Werke Die Lok steht im öffentlichen Raum auf dem Kreisverkehr am U- und S-Bahnhof Hamburg-Barmbek        |
| HH                | Krupp 3914                | C-fl        | 1958      | Worthdamm 32                                          | Shell Deutschland Oil GmbH         | Derzeit nicht bekannt | Nein            | Lok steht auf einem nicht zugänglichen Bereich der Shell Deutschland GmbH und darf nicht fotografiert werden, dennoch existieren Fotos |

## Hessen
| Abk. Bundes- land | Hersteller Fabrik- nummer | Achs- folge | Bau- jahr | Standort                                   | Eigentümer                             | Bezeichnung             | betriebs- fähig | Bemerkungen                                                                                                   |
| ----------------- | ------------------------- | ----------- | --------- | ------------------------------------------ | -------------------------------------- | ----------------------- | --------------- | --- |
| HE                | Hohenzollern 2799         | B-fl        | 1911      | Darmstadt                                  | EM DA-Kranichstein                     | OLGA                    | nein            | An BASF 13, Ludwigshafen, Nr.13; Seit 1932 bei Raschig, Ludwigshafen OLGA; 1978 Museum Darmstadt-Kranichstein |
| HE                | Krupp 3110                | B-fl        | 1953      | Kassel-Bettenhausen Ochshäuser Str.6       | TSR Recycling (fr.Röttger)             | „4“                     | nein            | Ehemals ENKA, Werk Kassel; in den 1990ern als Denkmal übernommen                                              |
| HE                | Henschel 27006            | B-fl        | 1949      | Naumburg (Hessen) Bahnhof                  | Hessencourrier                         | „3“                     | nein            | Ehemals ENKA, Werk Kassel; 1985 übernommen                                                                    |
| HE                | Henschel 22508            | B-fl        | 1952      | Borken                                     | Bergbaumuseum                          | (derzeit nicht bekannt) | nein            | Ehemals Preussen Elektra; In den 1990ern im Freigelände des Bergbaumuseums aufgestellt                        |
| HE                | Jung 4435                 | B-fl        | 1929      | Dillenburg                                 | Museum Villa Grün                      | (derzeit nicht bekannt) | nein            | ehemals Buderus, Werk Burg, seit 1985 an Villa Grün                                                           |
| HE                | RAW Meiningen 03 142      | C-fl        | 1986      | Kirchheim-Reimboldshausen Seepark          |                                        | (derzeit nicht bekannt) | nein            | ehemals VEB Fernsehkolbenwerk Friedrichshain/Tschernitz; Seit 1998 im Seepark;                                |
| HE                | Henschel 26177            | B-fl        | 1943      | Frankfurt-Süd Spielplatz Stresemann-Allee  |                                        | (derzeit nicht bekannt) | nein            | ehemals Aral AG; seit 1975 auf Spielplatz                                                                     |
| HE                | Henschel 11310            | B-fl        | 1912      | Offenbach-Bieber Gasthaus „Zur Gärtnerruh“ |                                        | „1“                     | nein            | ehemals Hoechst AG, Werk Offenbach; seit 1971 Denkmal                                                         |
| HE                | Krupp 3777                | C-fl        | 1958      | Bw Hanau                                   | Museumseisenbahn Hanau e.V.            | Altbach „2“             | nein            | ehemals Neckarwerke Esslingen, Kraftwerk Altbach „2“                                                          |
| HE                | Orenstein & Koppel 12958  | B-fl        | 1937      | Museum Großauheim                          | Förderverein Dampfmaschinenmuseum e.V. | (keine)                 | nein            | 2005 ex Denkmal, Spielplatz Köln-Niehl; vormals Akzo Nobel, Köln; vormals Glanzstoff Courtaulds               |

## Mecklenburg-Vorpommern
| Abk. Bundes- land | Hersteller Fabrik- nummer | Achs- folge | Bau- jahr | Standort             | Eigentümer     | Bezeichnung      | betriebs- fähig | Bemerkungen |
| ----------------- | ------------------------- | ----------- | --------- | -------------------- | -------------- | ---------------- | --------------- | ----------- |
| MV                | Hohenzollern 3936         | B-fl        | 1919      | Röbel Museumsbahnhof | Hei Na Ganzlin | „BASF 6“         | nein            | [ 18 ]      |
| MV                | LKM 146718                | C-fl        | 1961      | Röbel Museumsbahnhof | Hei Na Ganzlin | „3“              | nein            | [ 18 ]      |
| MV                | Henschel 17761            | B-fl        | 1928      | Seebad Prora         | ETM Rügen      | HERMANN WINDEL 1 | nein            | [ 19 ]      |
| MV                | ME 3845                   | B-fl        | 1917      | Seebad Prora         | ETM Rügen      | HERMANN WINDEL 2 | nein            | [ 19 ]      |

## Niedersachsen
| NI | Henschel 25460       | B-fl | 1953 | Cloppenburg-Staatsforsten              | Museumseisenbahn Friesoythe-Cloppenburg      | GEE 2   | nein | ex Gewerkschaft Erdöl-Raffinerie Emsland                                                                        |    |                                     |      |      |                                    |                                       |         |      |                                             |
| NI | Henschel 12469       | B-fl | 1913 | Delmenhorst                            | Nordwestdeutsches Museum für IndustrieKultur | BELLO   | nein | ex Norddeutsche Wollkämmerei & Kammgarnspinnerei NW&K                                                           | NI | Werk Henschel, Kassel Fa. Nr. 28394 | B-fl | 1948 | Osnabrück, Piesberg, Brecheranlage | Osnabrücker Dampflokfreunde seit 1991 | 1 Lok 1 | nein | ex Papierfabrik Felix Schoeller, Osnabrück, |
| NI | Raw Meiningen 03 189 | C-fl | 1987 | Osnabrück, Bahnhof Lüstringen          | Papierfabrik Felix Schoeller                 | 1 Lok 1 | ja   | ex VEB Bergbau- und Hüttenkombinat „Albert Funk“ Freiberg, ex Freiberger Zellstoff- und Papierfabrik Weißenborn |    |                                     |      |      |                                    |                                       |         |      |                                             |
| NI | Henschel             | B-fl | 1915 | Osnabrück, Zoo Schölerberg, Spielplatz | Osnabrücker Gaswerke                         | „1“     | nein | 1963 von den Gaswerken dem Zoo geschenkt                                                                        |    |                                     |      |      |                                    |                                       |         |      |                                             |

## Nordrhein-Westfalen
| Abk. Bundes- land | Hersteller Fabrik- nummer | Achs- folge | Bau- jahr | Standort                                          | Eigentümer                                                             | Bezeichnung             | betriebs- fähig | Bemerkungen |
| ----------------- | ------------------------- | ----------- | --------- | ------------------------------------------------- | ---------------------------------------------------------------------- | ----------------------- | --------------- | --- |
| NW                | Hohenzollern              | B-fl        | 1911      | Leverkusen-Hitdorf                                |                                                                        | PERSIL                  | nein            | erste Henkel-Werkslokomotive in Düsseldorf-Reisholz, später Vereinigte Verpackungsgesellschaft in Monheim-Blee; 1995 und 2015 restauriert                                                                        |
| NW                | Raw Meiningen 03 057      | C-fl        | 1985      | Beckum, Phoenix Aktivpark                         | Stadt Beckum                                                           |                         | nein            | Spurweite: 1435 mm Gewicht: 50 t ehemals Braunkohle-Brikettierfabriken Beuna und Braunsbreda. Seit 1992 als Denkmal im Phoenix Park aufgestellt. Führerstand begehbar.                                           |
| NW                | Raw Meiningen 03 060      | C-fl        | 1985      | Gummersbach-Dieringhausen                         | Eisenbahnmuseum Dieringhausen                                          | KATRIN                  | ja              | ehemals Kalibergwerk Südharz; seit Mai 1993 im Museum |
| NW                | Hohenzollern 3304         | B-fl        | 1914      | Drolshagen-Hützemert                              | Dorfgemeinschaftshaus Bahnhof Hützemert                                | Emma                    | nein            | ehemals Vereinigte Verpackungs-GmbH, Monheim-Blee; 1982 bis 2014 im Eisenbahnmuseum Dieringhausen |
| NW                | Jung 3088                 | B-fl        | 1920      | Arnsberg                                          | Reno de Medici                                                         | „2“                     | nein            | Ehemals Rulawerke, Düsseldorf; später Feldmühle AG Werk Arnsberg, welches 1997 von Cascades übernommen wurde; seit 1990 Denkmal vor dem Werkstor                                                                 |
| NW                | Borsig 7794               | B-fl        | 1912      | Bochum-Dahlhausen                                 | Eisenbahnmuseum                                                        | „120“                   | nein            | Ehemals Heddesheimer Kupferwerke, für Süddeutsche Kabelwerke Mannheim; Seit 1979 im Museum Viernheim, seit 1984 in Dahlhausen                                                                                    |
| NW                | Krupp 3330                | C-fl        | 1958      | Herne                                             | Sasol Solvents Germany GmbH                                            | „5“                     | ja              | Krupp-Typ Rheinbrikett; Ehemals deutsche Shell AG, Hamburg; Seit 1972 in Herne (Foto). Bis zum 30. Juni 2025 für Rangierfahrten und Übergabefahrten im Einsatz.                                                  |
| NW                | Hanomag 9558              | B-fl        | 1922      | Heinsberg-Oberbruch                               | Industriepark                                                          | „1“                     | nein            | Vereinigte Glanzstoff-Fabriken AG, Oberbruch |
| NW                | Henschel 24465            | B-fl        | 1949      | Erkrath-Hochdahl                                  | Eisenbahn- und Heimatmuseum                                            | (derzeit nicht bekannt) | nein            | ehem. Stadtwerke Düsseldorf, Kraftwerk Flingern, „1“; Seit 1998 in Erkrath-Hochdahl |
| NW                | Hohenzollern 3065         | B-fl        | 1914      | Neuss Stadtgarten                                 |                                                                        | „1“                     | nein            | ehem. International Harvester Comp, Werk Neuss; seit 1980 im Stadtgarten |
| NW                | Jung 2589                 | B-fl        | 1917      | Industriebahn Nievenheim-Zons                     |                                                                        |                         | nein            | ehem. Schrott Schaak, ehem. Rheinische Olefinwerke ROW in Wesseling, Nievenheim-Delrath; 1983 als Denkmal übernommen                                                                                             |
| NW                | Hanomag 9695              | B-fl        | 1922      | Dortmund Zeche Zollern                            | Westfälisches Industriemuseum                                          | (keine)                 | nein            | ehem. Shell AG Monheim, „3“; 1973 an DGEG Museum Bochum-Dahlhausen; 1987 übernommen |
| NW                | Hohenzollern 3341         | B-fl        | 1914      | Dortmund Zeche Zollern                            | Westfälisches Industriemuseum                                          | (keine)                 | nein            | 2000 ex Spielplatz Bochum, ehem. Benzolreinigung Adolf von Hansemann, Zeche Hansa, Zeche Zollern; Denkmal auf dem Zechenhof                                                                                      |
| NW                | Henschel 24370            | C-fl        | 1938      | Hattingen Henrichshütte                           | Westfälisches Industriemuseum                                          | „1“                     | nein            | als Nassdampflokomotive ausgeliefert, 1958 Umbau zur Dampfspeicherlokomotive; ehem. Rütgerswerke AG, Castrop-Rauxel; 1997 übernommen                                                                             |
| NW                | Henschel 25461            | B-fl        | 1953      | Herne                                             | Emschertalmuseum                                                       | GEE 3                   | nein            | ehem. Gewerkschaft Erdöl-Raffinerie Emsland; seit 1987 im Museum (Foto) |
| NW                | Henschel 24843            | B-fl        | 1951      | Gelsenkirchen BW Gelsenk.-Bismarck                | Freunde des Bahnbetriebswerks Bismarck                                 | „2“                     | nein            | ehem. VEBA, Ruhrölwerk Scholven, seit 1997 im BW Gelsenk.-Bismarck |
| NW                | Henschel 25273            | C-fl        | 1940      | Gelsenkirchen BW Gelsenk.-Bismarck                | Freunde des Bahnbetriebswerks Bismarck                                 | „3“                     | nein            | ehem. VEBA, Ruhrölwerk Scholven, seit 1997 im BW Gelsenk.-Bismarck |
| NW                | Henschel 27007            | B-fl        | 1949      | Oberhausen-Mitte GHH Zentrallager                 |                                                                        | (keine)                 | nein            | ehem. Ruhrkohle AG, Kokerei Jacobi |
| NW                | Krupp 2300                | B-fl        | 1949      | Bocholt-Liedern Spielplatz Anholter Postweg       |                                                                        | (keine)                 | nein            | ehem. Deutsche Babcock, Werk Voerde |
| NW                | O&K 7394                  | B-fl        | 1917      | Bocholt Textilmuseum                              | Westfälisches Industriemuseum                                          | (derzeit nicht bekannt) | nein            | ehem. B. Temming, Hamburg; 1989 an Textilmuseum |
| NW                | Borsig 7595               | B-fl        | 1910      | Gronau (Westf.)                                   | Baumwollspinnerei                                                      | „1“                     | nein            | ehem. Bremer Woll-Kämmerei, Bremen-Blumenthal; 1996 als Denkmal übernommen |
| NW                | Henschel 15171            | B-fl        | 1917      | Lengerich (Westfalen)                             | Förderverein Eisenbahn-Tradition                                       | „BLITZ“                 | nein            | ehem. Grundstücks- und Erschließungsgesellschaft, Lengerich |
| NW                | Krupp 2896                | C-fl        | 1952      | Wesseling                                         | Köln-Bonner Eisenbahnfreunde                                           | „UK 2“                  | nein            | ehem. Union Kraftstoff AG, Wesseling; 1987 übernommen |
| NW                | Henschel 28963            | B-fl        | 1947      | Elsdorf                                           | Rheinisches Industriebahn-Museum (RIM)                                 | (derzeit nicht bekannt) | nein            | ehem. Zuckerfabrik Pfeifer & Langen; 1993 an RIM; seit 1999 aufgestellt bei Bäckerei Immerath am ehemaligen Ostbahnhof                                                                                           |
| NW                | Hohenzollern 4307         | B-fl        | 1923      | Köln                                              | Rheinisches Industriebahn-Museum (RIM)                                 | (derzeit nicht bekannt) | nein            | ehem. Zuckerfabrik Pfeifer & Langen; 1993 an RIM |
| NW                | Krupp 3111                | B-fl        | 1923      | Köln                                              | Rheinisches Industriebahn-Museum (RIM)                                 | (derzeit nicht bekannt) | nein            | ehem. Martinswerk GmbH Bergheim/Erft; 1993 an RIM |
| NW                | Hohenzollern 3636         | B-fl        | 1917      | Leverkusen                                        | Bayer AG                                                               | „SALOPHEN“              | nein            | Spurweite 1000 mm. Werklokomotive der Bayer AG; ab 1971 an MVT, Berlin; 1992 zurück an Bayer AG; seit 10. August 1993 Denkmal                                                                                    |
| NW                | Hohenzollern 3307         | B-fl        | 1916      | Leverkusen-Hitdorf Spielplatz Rheinstraße         |                                                                        | „1“                     | nein            | ehem. Vereinigte Verpackungs-GmbH Mondorf; 1982 ausgestellt übernommen |
| NW                | Hohenzollern 2216         | B-fl        | 1912      | Bergisch Gladbach Zanders Papierfabrik            | Fa. Zanders                                                            | (derzeit nicht bekannt) | nein            | 1986 abgestellt; seit 1989 Denkmal im Werk |
| NW                | O&K 7827                  | B-fl        | 1915      | Engelskirchen-Ründeroth Dörrenberg Edelstahl GmbH | Dörrenberg Edelstahl GmbH                                              | (derzeit nicht bekannt) | nein            | ehem. Stahlwerke Ed. Dörrenberg Söhne; von 1974 bis 2017 Denkmal am Kindergarten Brückenstraße; seit 12.05.2017 Denkmal im Werk der Dörrenberg Edelstahl GmbH                                                    |
| NW                | Henschel 5276             | B-fl        | 1899      | Geilenkirchen                                     | Interessengemeinschaft Historischer Schienenverkehr (IHS) Selfkantbahn | Lok 4 „RUR“             | nein            | Spurweite 1000 mm. Als gefeuerte Straßenbahnlokomotive (Bn2t) bei der Dürener Eisenbahn in Betrieb; 1942 zur Papierfabrik Schoeller in Düren-Birkesdorf; 1943 Umbau zur Dampfspeicherlok; Seit 1971 bei der IHS. |
| NW                | Hohenzollern 3337         | B-fl        | 1915      | Alsdorf                                           | Bergbaumuseum Wurmrevier                                               | (derzeit nicht bekannt) | nein            | ehem. Fa. Laborlux S.A.; Seit 1992 im Bergbaumuseum |
| NW                | Henschel 23007            | B-fl        | 1949      | Euskirchen                                        | Stadt Euskirchen                                                       | „Zucker Susi“           | nein            | ehem. Zuckerfabrik Pfeifer & Langen |

## Rheinland-Pfalz
| Abk. Bundes- land | Hersteller Fabrik- nummer | Achs- folge | Bau- jahr | Standort                   | Eigentümer      | Bezeichnung | betriebs- fähig | Bemerkungen                                      |
| ----------------- | ------------------------- | ----------- | --------- | -------------------------- | --------------- | ----------- | --------------- | ------------------------------------------------ |
| RP                | Hohenzollern 4005         | B-fl        | 1922      | Neustadt an der Weinstraße | Eisenbahnmuseum | „OMA“       | nein            | ehem. Aral AG, Ludwigshafen; seit 1973 im Museum |

## Sachsen
| Abk. Bundes- land | Hersteller Fabrik- nummer | Achs- folge | Bau- jahr | Standort                                   | Eigentümer                               | Bezeichnung             | betriebs- fähig | Bemerkungen                                                                                        |
| ----------------- | ------------------------- | ----------- | --------- | ------------------------------------------ | ---------------------------------------- | ----------------------- | --------------- | -------------------------------------------------------------------------------------------------- |
| SN                | Raw Meiningen 03 161      | C-fl        | 1986      | Chemnitz                                   | SEM                                      | (derzeit nicht bekannt) | ja              | ex VEB Energiekombinat Karl-Marx-Stadt                                                             |
| SN                | Raw Meiningen 03 012      | C-fl        | 1984      | Chemnitz                                   | SEM                                      | (derzeit nicht bekannt) | nein            | ex VEB Energiekombinat Karl-Marx-Stadt                                                             |
| SN                | LKM 146677                | C-fl        | 1961      | Chemnitz                                   | SEM                                      | „2“                     | nein            | ex VEB Fettchemie Karl-Marx-Stadt                                                                  |
| SN                | LKM 146067                | B-fl        | 1956      | Chemnitz                                   | SEM                                      | (derzeit nicht bekannt) | nein            | [ 38 ]                                                                                             |
| SN                | Hohenzollern 2702         | C-fl        | 1911      | Chemnitz                                   | SEM                                      | (derzeit nicht bekannt) | nein            | [ 39 ]                                                                                             |
| SN                | Borsig 10896              | C-fl        | 1921      | Chemnitz                                   | SEM                                      | (derzeit nicht bekannt) | nein            | [ 40 ]                                                                                             |
| SN                | LKM 146004                | B-fl        | 1952      | Dresden                                    | Bw Dresden-Altstadt                      | „56“                    | nein            | [ 41 ]                                                                                             |
| SN                | Raw Meiningen 03 155      | C-fl        | 1987      | Eilenburg                                  | Freunde der Eisenbahn Torgau e.V.        | „Werklok Nr. 2“         | nein            | ex Eilenburger Chemiewerk; ausgestellt auf dem Gelände der Stadtwerke Eilenburg (Ernst-Mey-Straße) |
| SN                | LKM 219179                | C-fl        | 1969      | Löbau, Lokschuppen                         | OSE                                      | „2“                     | nein            | ex VEB Flugzeugwerft Dresden                                                                       |
| SN                | Raw Meiningen 03 163      | C-fl        | 1987      | Nossen, Bahnbetriebswerk                   |                                          | (derzeit nicht bekannt) | nein            | ex Papierfabrik Weißenborn                                                                         |
| SN                | Raw Meiningen 03 133      | C-fl        | 1985      | Adorf                                      | Vogtländischer Eisenbahnverein           | „WL 2“                  | nein            | ex Akzo-Nobel Faserstoffe AG, Elsterberg                                                           |
| SN                | LKM 146065                | B-fl        | 1952      | Schwarzenberg                              | Eisenbahnmuseum                          | „1“                     | nein            | [ B 20 ]                                                                                           |
| SN                | Raw Meiningen 03 066      | C-fl        | 1985      | Espenhain, Bahnhof                         |                                          | (derzeit nicht bekannt) | nein            | ex Braunkohlenveredelung Espenhain                                                                 |
| SN                | LKM 146688                | C-fl        | 1961      | Neukieritzsch, Kraftwerk Lippendorf        |                                          | „F 147-50-B3“           | nein            | ex VEB Braunkohlenwerk Regis-Breitingen, Braunkohlenwerk Borna, Brikettfabrik Großzössen           |
| SN                | Raw Meiningen 03 035      | C-fl        | 1984      | Schönfeld/Erzgebirge, Ortsausgang Annaberg | Pressnitztalbahn                         | (derzeit nicht bekannt) | nein            | ex Papierfabrik Schönfeld                                                                          |
| SN                | Raw Meiningen 03 021      | C-fl        | 1984      | Leipzig                                    | Verein Eisenbahnmuseum Leipzig Bayer. Bf | „5“                     | nein            | ex DR Leipzig-Engelsdorf                                                                           |
| SN                | Raw Meiningen 03 022      | C-fl        | 1984      | Leipzig                                    | Verein Eisenbahnmuseum Leipzig Bayer. Bf | „6“                     | nein            | ex DR Leipzig-Engelsdorf                                                                           |
| SN                | Raw Meiningen 03 026      | C-fl        | 1984      | Glauchau                                   | Sachsentrans Logistik                    | „2“                     | nein            | ex VEB Spinnstoffwerk “Otto Buchwitz” Glauchau                                                     |
| SN                | Raw Meiningen 03 198      | C-fl        | 1988      | Chemnitz, Sächsisches Industriemuseum      | Sächsisches Industriemuseum              | ehem. Werklok 3         | nein            | ex VEB Papierfabrik Dreiwerden                                                                     |
| SN                | LKM 219180                | C-fl        | 1969      | Werdau, Städtisches Museum                 | Städtisches Museum Werdau                |                         |                 | ex Papier- und Kartonfabriken Niederschlema, Werk 1 Fährbrücke                                     |

## Sachsen-Anhalt
| Abk. Bundes- land | Hersteller Fabrik- nummer | Achs- folge | Bau- jahr | Standort                  | Eigentümer                 | Bezeichnung             | betriebs- fähig | Bemerkungen |
| ----------------- | ------------------------- | ----------- | --------- | ------------------------- | -------------------------- | ----------------------- | --------------- | --- |
| ST                | Raw Meiningen 03 067      | C-fl        | 1985      | Amsdorf                   | Romonta GmbH               | F67-50-B3               | ja              | ehem. VEB Braunkohlenwerk Gustav Sobottka; Mitteldeutsche Braunkohlen AG                                                        |
| ST                | Raw Meiningen 03 120      | C-fl        | 1986      | Amsdorf                   | Romonta GmbH               | DS178-50-B2             | nein            | |
| ST                | LKM 146647                | C-fl        | 1959      | Amsdorf                   | Romonta GmbH               | F118-50-B3              | nein            | Denkmallok vor dem Werk |
| ST                | LKM 219185                | C-fl        | 1969      | Dessau                    | Technikmuseum Hugo Junkers | „5“                     | nein            | ex Gärungschemie Dessau |
| ST                | Raw Meiningen 03 028      | C-fl        | 1984      | Genthin, Werksmuseum Bild | Henkel                     | FNr. 03072/1985         | nein            | ex VEB Waschmittelwerk Genthin                                                                                                  |
| ST                | LKM 219169                | C-fl        | 1969      | Halle, Bw Halle P         | DB Museum Halle (Saale)    | „3“                     | nein            | ex VEB Orbitaplast Gölzau, ex Reichsbahnkraftwerk Muldenstein „3“, seit 1995 Bundesbahn-Sozialwerk BSW, Freizeitgruppe Halle P, |
| ST                | LKM                       | C-fl        | 1955 1961 | Leuna, Leunawerke         | InfraLeuna                 | (derzeit nicht bekannt) | nein            | nicht öffentlich zugänglich vor der Betriebszentrale ausgestellt, einige Daten widersprechen sich.                              |
| ST                | LKM 146722                | C-fl        | 1961      | Merseburg                 | Deutsches Chemie-Museum    | „123“                   | nein            | ehemalige Denkmallok am Bahnhof Merseburg, ex Leuna-Werke                                                                       |
| ST                | LKM 146604                | C-fl        | 1955      | Muldenstein               |                            | „2“                     | nein            | ex Bahnkraftwerk Muldenstein |
| ST                | LKM 146069                | B-fl        | 1956      | Staßfurt                  | Eisenbahnfreunde Staßfurt  | „2“                     | nein            | ex VEB Energiekombinat Magdeburg, ex VEB Montanwachsfabrik Völpke                                                               |
| ST                | Raw Meiningen 03 113      | C-fl        | 1986      | Staßfurt                  | Eisenbahnfreunde Staßfurt  | „6“                     | nein            | ex VEB Mineralölwerk Lützkendorf,                                                                                               |
| ST                | LKM 219188                | C-fl        | 1969      | Staßfurt                  | Sodawerk Staßfurt          | „2“                     | ja              | |
| ST                | Raw Meiningen 03 080      | C-fl        | 1985      | Staßfurt                  | Sodawerk Staßfurt          | „4“                     | ja              | |
| ST                | Raw Meiningen 03 003      | C-fl        | 1984      | Thale                     | Hüttenmuseum Thale         | Bode 15                 | nein            | ex VEB Energiekombinat Suhl, ex VEB Eisen- und Hüttenwerk Thale                                                                 |
| ST                | LKM 146695                | C-fl        | 1961      | Wolfen                    |                            |                         | nein            | ex Filmfabrik Wolfen |

## Schleswig-Holstein
| Abk. Bundes- land | Hersteller Fabrik- nummer | Achs- folge | Bau- jahr | Standort                 | Eigentümer                                 | Bezeichnung             | betriebs- fähig | Bemerkungen |
| ----------------- | ------------------------- | ----------- | --------- | ------------------------ | ------------------------------------------ | ----------------------- | --------------- | --- |
| SH                | O&K 4959                  | B-fl        | 1911      | Geesthacht               | Arbeitsgemeinschaft Geesthachter Eisenbahn | (derzeit nicht bekannt) | nein            | ex Kalibergwerk „Gewerkschaft Ilberstedt“ in Staßfurt-Leopoldshall, ex Kraftwerk Schulau, ex Kraftwerk Alt Garge, |
| SH                | Raw Meiningen 03 001      | C-fl        | 1983      | Hollenbek, Jugendbahnhof |                                            | „FLC 1“                 | nein            | Baumuster der Meininger Loks, ex VEB Schwermaschinenbau Lauchhammer                                               |
| SH                | Henschel & Sohn 25398     | B-fl        | 1940      | Handewitt                | Nordic Recycling GmbH                      | (derzeit nicht bekannt) | nein            | ex Hamburgische Elektrizitäts Werke AG                                                                            |
| SH                | Henschel & Sohn 16077     | B-fl        | 1918      | Brunsbüttel              | Total Bitumen Deutschland GmbH             | (derzeit nicht bekannt) | nein            | ex Kriegsmarinewerft Kiel                                                                                         |

## Thüringen
| Abk. Bundes- land | Hersteller Fabrik- nummer | Achs- folge | Bau- jahr | Standort                   | Eigentümer                 | Bezeichnung             | betriebs- fähig | Bemerkungen                                       |
| ----------------- | ------------------------- | ----------- | --------- | -------------------------- | -------------------------- | ----------------------- | --------------- | ------------------------------------------------- |
| TH                | Raw Meiningen 03 006      | C-fl        | 1984      | Arnstadt, Bahnbetriebswerk | Museum                     | (derzeit nicht bekannt) | nein            | ex VEB Kraftwerk „Völkerfreundschaft“ Hagenwerder |
| TH                | Raw Meiningen             | C-fl        |           | Meuselwitz, Bahnhof        | Kohlebahnen Haselbach e.V. | (derzeit nicht bekannt) | nein            | [ B 24 ]                                          |
| TH                | Raw Meiningen             | C-fl        |           | Wiehe                      | MOWI-World                 | (derzeit nicht bekannt) | nein            | ex TEAG,                                          |
| TH                | Raw Meiningen 03 062      | C-fl        | 1985      | Oldisleben, Zuckerfabrik   | Industriemuseum            | (derzeit nicht bekannt) | nein            | ex VEB Zuckerfabrik Walschleben                   |
| TH                | Raw Meiningen 03 061      | C-fl        | 1985      | Bleicherode                | Bergmannsverein Glückauf   | ERNA 5                  | nein            | ex VEB Kombinat Kali Sondershausen                |

### Bilder
1. ↑  Dampfspeicherlokomotive Nr. 12 „Kauz“ (Memento vom 25. Mai 2005 im Internet Archive)
2. ↑  http://www.bahnbilder.de/name/einzelbild/number/195487/kategorie/Deutschland~Dampfloks~Dampfspeicherlokomotiven.html
3. ↑  http://www.bahnbilder.de/name/einzelbild/number/92217/kategorie/Deutschland~Dampfloks~Dampfspeicherlokomotiven.html
4. ↑  http://www.bahnbilder.de/name/einzelbild/number/121060/kategorie/Deutschland~Dampfloks~Dampfspeicherlokomotiven.html
5. ↑  Bild bei www.fotocommunity.de (Memento vom 11. Februar 2013 im Webarchiv archive.today)
6. ↑  Datei:Dampfspeicherlok Jung 1950 Hamburg 01.jpg
7. ↑  Datei:Dampfspeicherlok Jung 1950 Hamburg 02.jpg
8. ↑  Datei:Dampfspeicherlok Jung 1950 Hamburg 04.jpg
9. ↑  Datei:Dampfspeicherlok Jung 1950 Hamburg 04.jpg
10. ↑  http://www.leverkusen.com/guide/Bild.php?view=38957 Bildersammlung: Persil-Lok, Tafel
11. ↑  Datei:1911 Dampfspeicherlok PERSIL IMG 1043.jpg
12. ↑  http://www.bahnbilder.de/name/einzelbild/number/71719/kategorie/Deutschland~Dampfloks~Dampfspeicherlokomotiven.html
13. ↑  http://www.bahnbilder.de/name/einzelbild/number/172662/kategorie/Deutschland~Dampfloks~Dampfspeicherlokomotiven.html
14. ↑  http://www.ipernity.com/doc/mbusolt/984984
15. ↑  http://www.bahnbilder.de/name/einzelbild/number/232501/kategorie/Deutschland~Dampfloks~Dampfspeicherlokomotiven.html
16. ↑  Bild der Dampfspeicherlok
17. ↑   Beschreibung auf der Webseite Eisenbahn-Tradition
18. ↑   www.bahnbilder.de
19. ↑  http://www.bahnbilder.de/name/einzelbild/number/96771/kategorie/Deutschland~Dampfloks~Dampfspeicherlokomotiven.html
20. ↑  http://www.bahnbilder.de/name/einzelbild/number/211646/kategorie/Deutschland~Dampfloks~Dampfspeicherlokomotiven.html
21. ↑  http://www.bahnbilder.de/name/einzelbild/number/249258/kategorie/Deutschland~Dampfloks~Dampfspeicherlokomotiven.html
22. ↑  RAW Meiningen 03035. Abgerufen am 21. Juli 2020.
23. ↑   http://www.bahnbilder.de/name/einzelbild/number/228560/kategorie/Deutschland~Dampfloks~Dampfspeicherlokomotiven.html
24. ↑  http://www.bahnbilder.de/name/einzelbild/number/240915/kategorie/Deutschland~Dampfloks~Dampfspeicherlokomotiven.html
25. ↑   http://www.bahnbilder.de/name/einzelbild/number/178371/kategorie/Deutschland~Dampfloks~Dampfspeicherlokomotiven.html